# 庫格爾山
47°26′55″N 10°28′14″E / 47.44861°N 10.47056°E

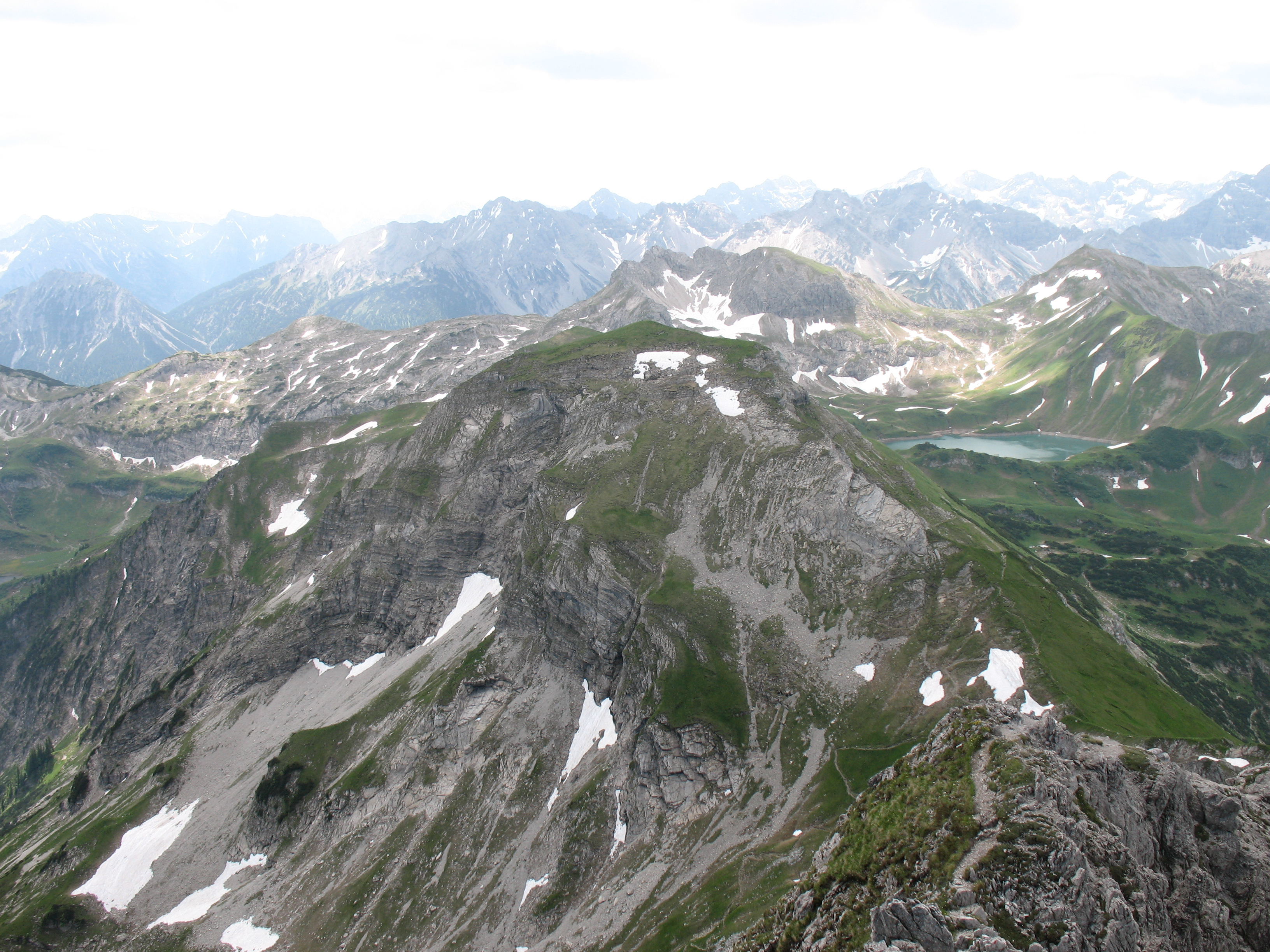

庫格爾山（德語：Kugelhorn），是中歐的山峰，位於德國和奧地利接壤的邊境，屬於阿爾高阿爾卑斯山脈的一部分，距離大克羅滕山0.6公里，海拔高度2,576米，每年平均降雨量1,730毫米。